# Grand Prix van Zandvoort 1948
De Grand Prix van Zandvoort 1948 was een autorace die werd gehouden op 7 augustus 1948 op het Circuit Park Zandvoort in Zandvoort. 
De race had twee heats van 24 rondes en een finalerace van 40 rondes.

## Uitslagen

### Heat 1
| Pos. | Nr. | Coureur            | Constructeur | Rondes | Tijd / Oorzaak uitval |
| ---- | --- | ------------------ | ------------ | ------ | --------------------- |
| 1    | 9   | Reg Parnell        | Maserati     | 24     | 50:17.8               |
| 2    | 10  | Tony Rolt          | Alfa Romeo   | 24     | +3.6                  |
| 3    | 5   | John Bolster       | ERA          | 24     | +5.4                  |
| 4    | 8   | Kenneth Hutchinson | Alfa Romeo   | 24     | +43.0                 |
| 5    | 2   | Geoffrey Ansell    | ERA          | 24     | +2:00.4               |
| 6    | 3   | Anthony Baring     | Maserati     | 23     | +1 ronde              |
| DNF  | 7   | Cuth Harrison      | ERA          | ?      | Halve aandrijfas      |
| DNF  | 1   | George Abecassis   | Alta         | ?      | Kleppen               |
| DNS  | 6   | Bob Gerard         | ERA          | 0      |                       |

### Heat 2
| Pos. | Nr. | Coureur          | Constructeur | Rondes | Tijd / Oorzaak uitval |
| ---- | --- | ---------------- | ------------ | ------ | --------------------- |
| 1    | 12  | Prince Bira      | Maserati     | 24     | 50:24.3               |
| 2    | 15  | David Hampshire  | ERA          | 24     | +59.5                 |
| 3    | 17  | Duncan Hamilton  | Maserati     | 24     | +1:07.6               |
| 4    | 18  | Fred Ashmore     | ERA          | 24     | +1:26.6               |
| 5    | 14  | Leslie Brooke    | ERA          | 24     | +1:53.2               |
| 6    | 20  | Gordon Watson    | Alta         | 23     | +1 ronde              |
| 7    | 22  | Michael Chorlton | Bugatti      | ?      |                       |
| 8    | 19  | Roy Salvadori    | ERA          | ?      |                       |
| DNF  | 11  | Bob Ansell       | Maserati     | ?      | Versnellingsbak       |
| DNF  | 21  | Peter Walker     | ERA          | ?      | Versnellingsbak       |
| DNS  | 16  | Leslie Johnson   | ERA          | 0      | Supercharger          |

### Finale
| Pos. | Nr. | Coureur            | Constructeur | Rondes | Tijd / Oorzaak uitval | Grid |
| ---- | --- | ------------------ | ------------ | ------ | --------------------- | ---- |
| 1    | 12  | Prince Bira        | Maserati     | 40     | 1:25:22.2             | 4    |
| 2    | 10  | Tony Rolt          | Alfa Romeo   | 40     | +0.1                  | 2    |
| 3    | 9   | Reg Parnell        | Maserati     | 39     | +1 ronde              | 1    |
| 4    | 17  | Duncan Hamilton    | Maserati     | 39     | +1 ronde              | 7    |
| 5    | 18  | Fred Ashmore       | ERA          | 39     | +1 ronde              | 8    |
| 6    | 14  | Leslie Brooke      | ERA          | 38     | +2 rondes             | 10   |
| 7    | 15  | David Hampshire    | ERA          | 38     | +2 rondes             | 6    |
| 8    | 2   | Geoffrey Ansell    | ERA          | 38     | +2 rondes             | 9    |
| 9    | 4   | Kenneth Bear       | Bugatti      | 37     | +3 rondes             | 12   |
| 10   | 8   | Kenneth Hutchinson | Alfa Romeo   | 37     | +3 rondes             | 5    |
| 11   | 22  | Michael Chorlton   | Bugatti      | 31     | +9 rondes             | 14   |
| 12   | 3   | Anthony Baring     | Maserati     | 28     | +12 rondes            | 11   |
| DNF  | 20  | Gordon Watson      | Alta         | ?      |                       | 13   |
| DNF  | 5   | John Bolster       | ERA          | ?      |                       | 3    |
| DNS  | 19  | Roy Salvadori      | ERA          | 0      |                       |      |
| DNQ  | 1   | George Abecassis   | Alta         |        | DNF Heat 1            |      |
| DNQ  | 7   | Cuth Harrison      | ERA          |        | DNF Heat 1            |      |
| DNQ  | 6   | Bob Gerard         | ERA          |        | DNS Heat 1            |      |
| DNQ  | 11  | Bob Ansell         | Maserati     |        | DNF Heat 2            |      |
| DNF  | 21  | Peter Walker       | ERA          |        | DNF Heat 2            |      |
| DNF  | 16  | Leslie Johnson     | ERA          |        | DNS Heat 2            |      |

1894 · 1895 · 1896 · 1897 · 1898 · 1899 · 1900 · 1901 · 1902 · 1903 · 1904 · 1905 · 1906 · 1907 · 1908 · 1909 · 1910 · 1911 · 1912 · 1913 · 1914 · 1915 · 1916 · Eerste Wereldoorlog · 1919 · 1920 · 1921 · 1922 · 1923 · 1924 · 1925 · 1926 · 1927 · 1928 · 1929 · 1930 · 1931 · 1932 · 1933 · 1934 · 1935 · 1936 · 1937 · 1938 · 1939 · 1940-1945 (Tweede Wereldoorlog) · 1946 · 1947 · 1948 · 1949 
 Lijst van Grand Prix-wedstrijden voor 1950
1948 · 1949 · 1950 · 1951 · 1952 · 1953 · 1955 · 1958 · 1959 · 1960 · 1961 · 1962 · 1963 · 1964 · 1965 · 1966 · 1967 · 1968 · 1969 · 1970 · 1971 · 1973 · 1974 · 1975 · 1976 · 1977 · 1978 · 1979 · 1980 · 1981 · 1982 · 1983 · 1984 · 1985 · 2020 · 2021 · 2022 · 2023 · 2024 · 2025  · 2026